# .35 Winchester Self-Loading
.35 Winchester Self-Loading (також відомий як .35SL, .35SLR або .35WSL) є американським гвинтівковим набоєм.

## Опис
Компанія Winchester представила набої .32SL та .35SL для самозарядної гвинтівки Winchester '05, яка була версією гвинтівки Winchester '03, але під набій центрального запалення. Набій .35SL спочатку став популярним серед мисливців на короткі відстані на оленів та ведмедів барибалів, але його скоро змінив більш потужний набій .351SL для гвинтівки Winchester '07.

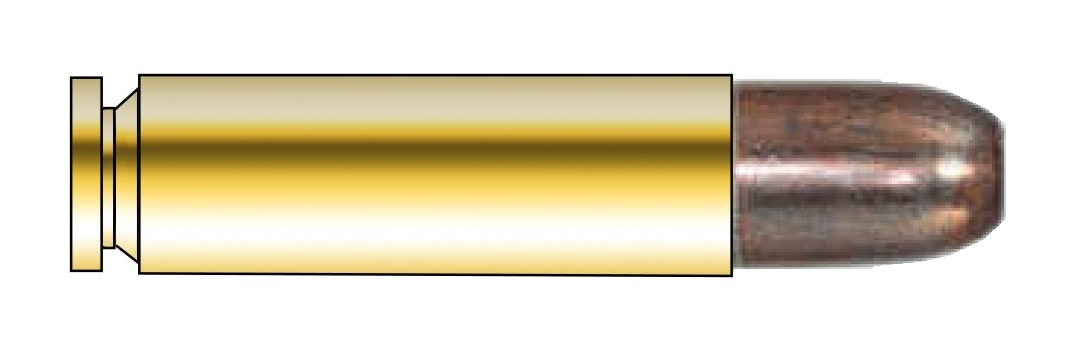
Зображення набою .35 Winchester Self-Loading.

Багато хто зараз вважає, що набій .35SL не підходить для полювання на оленів, але набій все ще підходив для полювання на койотів або схожу за розмірами дичину на коротких дистанціях. Проте після першої появи набою відомий збройний експерт Таунсенд Велен зазначив, що набій .35SL схожий за балістикою на набій низького тиску .38-40 з чорним порохом.

## Параметри

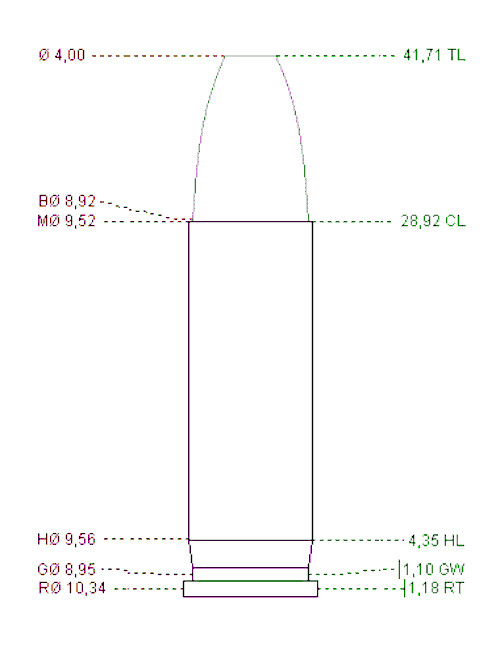